# Hermann Jacobi
Hermann Georg Jacobi, född 11 februari 1850, död 19 oktober 1937, var en tysk indolog.
Hermann Jacobi blev professor i München 1876, 1885 i Kiel, 1889 i Bonn, samt reste 1873–1874 och 1920–1921 i Indien. Han var en av indologins främsta företrädare. Främst står hans alster om den indiska epikens (Das Ramayana, 1893, Das Mahabharata,1903), medelindiskans och den indiska tideräkningen och kronologins områden. Särskilt märks de uppsatser i Festgruss an Roth (1893) och Zeitshrift der Deutschen Morgenländischen Gesellschaft i vilka han framställde teorier om Rigvedas datering till 4500 f.Kr., på sin tid häftigt omdebatterade men numera föråldrade. Betydande var även arbetet Compositum und Nebensatz (1897).